# SMS V 118
V 118 – niemiecki niszczyciel z okresu I wojny światowej. Trzecia jednostka typu V 116. Okręt wyposażony w cztery kotły parowe ropą (zapas paliwa 660 ton). Zwodowany na krótko przed ukończeniem wojny nie zdążył wziąć w niej udziału. Skreślony z listy floty 3 listopada 1919 roku. Sprzedany stoczni złomowej 4 lipca 1921 roku.